# Zilog Z180

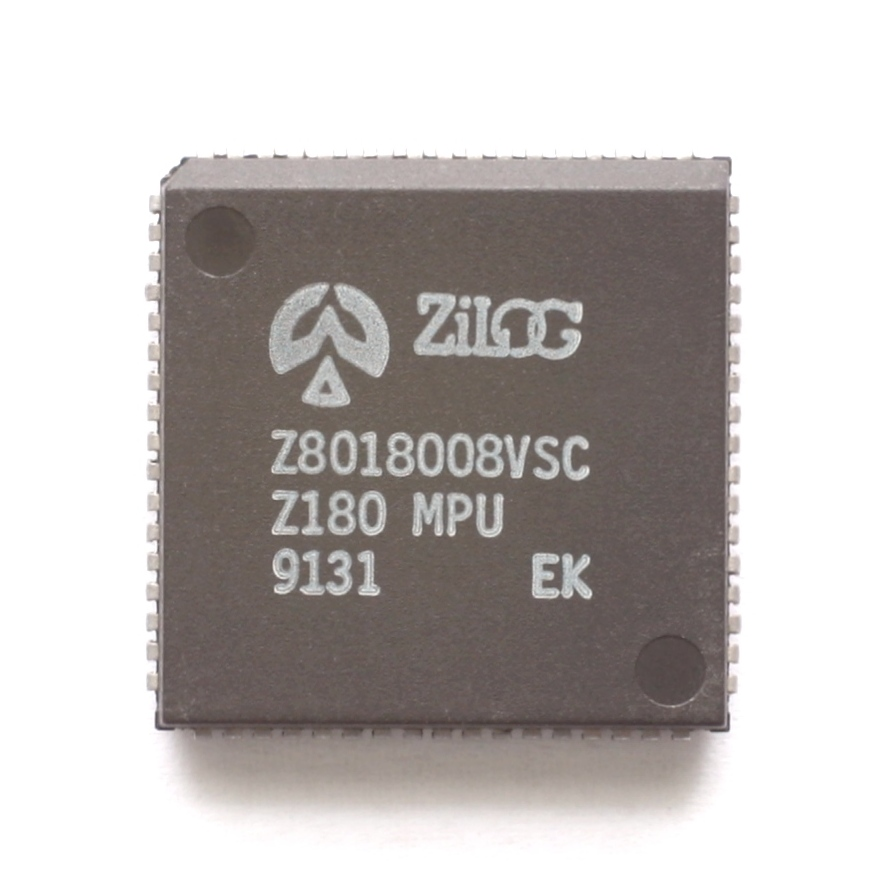
Un viejo Z180 con encapsulado PLCC (los encapsulados QFP y LQFP, más pequeños, son más comunes hoy en día).

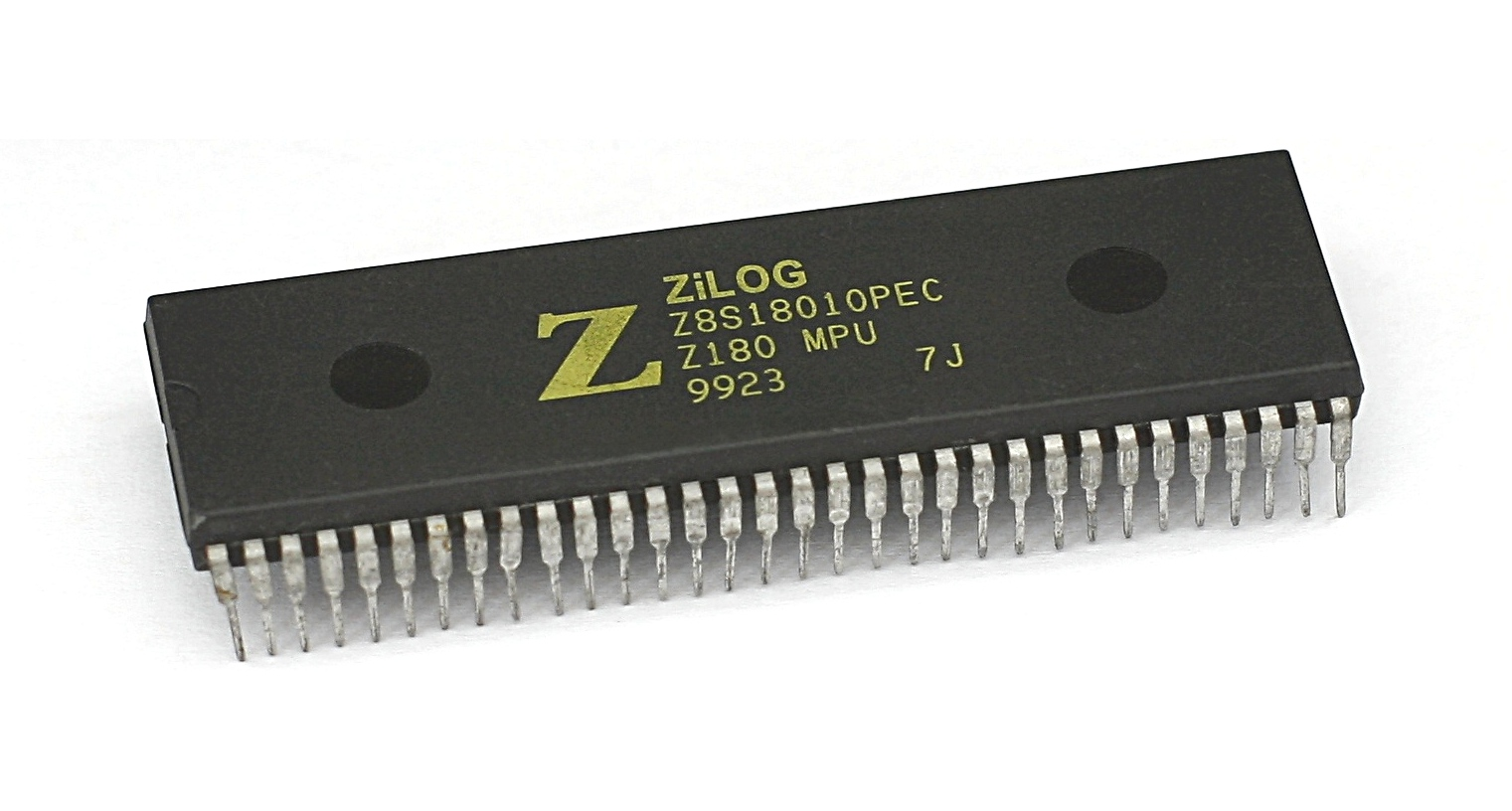
Z8S180.

El procesador de 8 bits Zilog Z180 es el sucesor del Zilog Z80. Es compatible con una gran base de software escrita para el Z80. La familia Z180 agrega mayor rendimiento y funciones de periféricos integrados como generador de reloj, contadores/temporizadores de 16 bits, controlador de interrupciones, generador de estados de espera, puertos serie y controlador DMA. Usa ritmos separados para lectura y escritura, compartiendo tiempos similares con los procesadores Z80 e Intel. La unidad de gestión de memoria (MMU) tiene capacidad de direccionar hasta 1 MB de memoria. Es posible configurar el Z180 para operar como el Hitachi HD64180.
| Chip   | Velocidad (MHz) | Temporizadores | E/S             | Comm. Contr.        | Otros                                                         |
| ------ | --------------- | -------------- | --------------- | ------------------- | ------------------------------------------------------------- |
| Z80180 | 6, 8, 10        | 2              | N/S             | CPU                 | 1 MB MMU, 2xDMAs, 2xUARTs                                     |
| Z80181 | 10              | 1              | 16              | CPU                 | 1 MB MMU, 2xDMAs, 2xUARTs                                     |
| Z80182 | 16, 33, 20      | 0              | Reloj serie, 24 | ESCC, CSIO, UART    | S180 Megacell, canales 2xESCC, 16550 MIMIC                    |
| Z80195 | 20, 33          | 4              | 7/24            | SCC, CSIO, UART     |                                                               |
| Z8L180 | 20              | 2              | Clock Serial    | CSIO, UART          | 1 MB MMU, 2xDMAs, 2xUARTs, operación a 3,3 V                  |
| Z8L182 | 20              | 0              | Clock Serial    | ESCC, CSIO, UART    | S180 Megacell, canales 2xESCC, 16550 MIMIC, operación a 3,3 V |
| Z8S180 | 10, 20, 33      | 2              | Clock Serial    | UART, DMA, I2C, SPI | 1 MB MMU, 2xDMAs, 2xUARTs                                     |

## Z80182
El Zilog Z80182 es una versión mejorada y más rápida del anterior Z80 y forma parte de la familia de microprocesadores Z180. Es nombrado como el Zilog Intelligent Peripheral Controller (ZIP, controlador inteligente de periféricos Zilog). Es totalmente estático (el reloj puede detenerse y no se pierden datos en los registros)[cita requerida] y tiene una opción de baja EMI que disminuye el slew rate de las salidas.[cita requerida]
El Z80182 puede operar a 33 MHz con un oscilador externo para operar a 5 volts, o a 20 MHz usando el oscilador interno para operar a 3,3 volts.